# St. Georg (Gelsenkirchen)

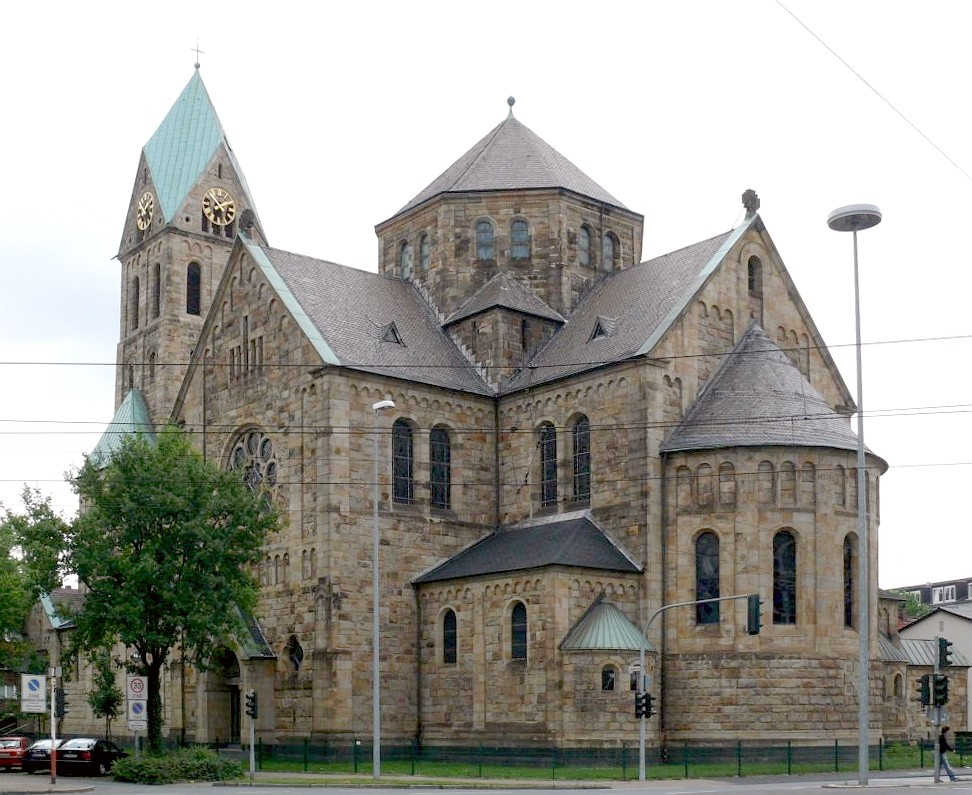
St.-Georgs-Kirche

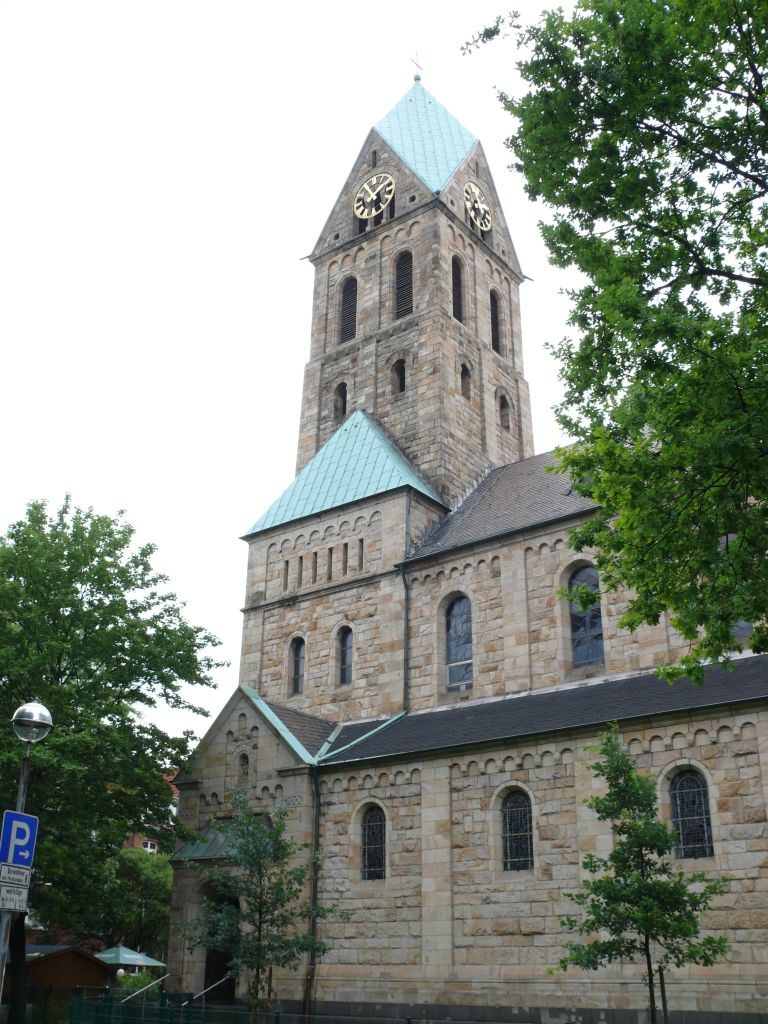
Westansicht

Die Filialkirche St. Georg ist eine römisch-katholische Kirche in Gelsenkirchen. Sie setzt einen städtebaulichen Akzent an der Schnittstelle der West-Ost- mit der Süd-Nord-Achse der Stadt.
Die St.-Georgs-Kirche wurde am 18. Juli 1908 durch den Paderborner Erzbischof Wilhelm Schneider geweiht. Sie ist eine neuromanische Basilika auf Kreuzgrundriss mit Rundapsis, Glockenturm und oktogonalem Vierungsturm.
Bereits für das Jahr 1073 ist auf dem Gebiet des heutigen Stadtzentrums ein kleines Kirchspiel urkundlich belegt; die Kirche war dem Hl. Georg geweiht. Aus diesem Kirchspiel entwickelte sich im Laufe der Jahrhunderte die Stadt Gelsenkirchen.
Die alte Dorfkirche war als Eigenkirche der Essener Fürstäbtissinnen gebaut worden. Sie stand an der Stelle der heutigen Evangelischen Altstadtkirche, deren Vorgängerbau sie 1882 weichen musste. Von 1648 bis zum Bau der katholischen Propsteikirche St. Augustinus 1845 war sie Simultankirche.
1906 wurde weiter nördlich der Grundstein zur heutigen Georgskirche gelegt.
Der Bombenhagel des Zweiten Weltkrieges traf auch die Kirche. Dabei wurden Turmhelm und Dach vollständig zerstört.
Schon 1948/49 wurden die Schäden auf Betreiben der Gemeinde beseitigt. Viele Gemeindemitglieder packten mit an und spendeten für den Wiederaufbau. Der Turm erstand in seiner alten Form und Höhe von 58 Metern wieder, bei der Decke musste jedoch aus finanziellen Gründen auf Gewölbe verzichtet werden.
Im Jahre 1974 wurde der Kirchenraum den neuen Anforderungen nach dem 2. Vatikanischen Konzil angepasst. So rückte der neue mächtige Altar in den Mittelpunkt der Vierung, ein großes Holzkreuz beherbergt nun das Tabernakel und die Elemente des alten Hochaltars fanden neue Plätze in der Kirche. Bei dieser Gelegenheit wurde auch eine neue elektrische Fußbodenheizung eingebaut. Die letzte Renovierung erfolgte im Jahr 1988, sie geht auf eine traurige Begebenheit zurück: Im Januar 1988 wurde die alte Krippe von Kindern in Brand gesetzt, weshalb der Kirchenraum völlig verrußt war. Dies machte einen komplett neuen Innenanstrich notwendig. Gleichzeitig wurde die Lautsprecheranlage modernisiert und eine Kassettendecke eingezogen.
Seit 2007 ist die Pfarrgemeinde St. Georg mit der St.-Georgs-Kirche als Filialkirche in die Propsteipfarrei St. Augustinus eingegliedert. Im Rahmen des sog. Pfarreientwicklungsprozesses beschloss die Leitung der Propsteipfarrei St. Augustinus 2018, dass die Georgs-Kirche aus pastoralen Gründen nicht mehr benötigt werde. 
Am 2. Februar 2019 wurde zum Fest Mariä Lichtmess die letzte Hl. Messe in St. Georg gefeiert. 
Die Kirche wird aber weder geschlossen noch profaniert und kann weiterhin für nicht-gottesdienstliche Zwecke genutzt werden.